# Щ-139
«Щ-139» (Щ-315, Щ-423) — советская дизель-электрическая торпедная подводная лодка времён Второй мировой войны, принадлежит к серии X проекта Щ — «Щука».

## История корабля
Лодка была заложена 17 декабря 1934 года на заводе № 112 «Красное Сормово» в Горьком под заводским номером 85, строилась из деталей, изготовленных на Коломенском машиностроительном заводе. 
Спущена на воду 27 апреля 1935 года. 

### Служба
5 декабря 1937 года вошла в состав Балтийского флота под обозначением Щ-315.
В мае-июне 1939 года перешла на Северный флот, переименована в Щ-423.
С 5 августа по 17 октября 1940 года первой из подводных лодок СССР осуществила межтеатровый переход по Севморпути, с Северного флота на Тихоокеанский флот, в ходе экспедиции особого назначения ЭОН-10. Командовал кораблём в походе капитан 3-го ранга И. М. Зайдулин. Лодка прошла 7227 миль, из них 682 мили во льдах.
На ТОФ базировалась на бухту Золотой Рог.
В 1942 году переименована в Щ-139.
25 апреля 1945 года на стоящей у пирса № 2 в бухте Северная залива Владимира Щ-139 прогремел взрыв. Четыре человека погибли, лодка получила две пробоины прочного корпуса в 7-м отсеке и села на грунт. Причиной взрыва была диверсия, которую устроил командир минно-торпедной боевой части лейтенант Ефимов. 7 мая Щ-139 была поднята и отправлена в ремонт. Могилы погибших подводников находятся в селе Весёлый Яр.
Начало боевых действий против Японии (с 9 августа 1945) Щ-139 встретила в составе 2-го отдельного дивизиона подводных лодок с базированием на бухту Владимир. В боевых действиях не участвовала.
- 10 июня 1949 года переименована в С-139.
- 9 ноября 1956 года выведена из боевого состава флота, поставлена на консервацию.
- 29 марта 1957 года отправлена на разоружение, демонтаж и разделку на металл; 1 октября 1957 расформирована. Корпус не был разобран по крайней мере до начала 1990-х.